# Национальный банк Украины
Национа́льный банк Украи́ны (НБУ) (укр. Національний банк України) — центральный банк Украины. Находится в одноимённом здании по адресу: Киев, ул. Институтская, 9.
Национальный банк Украины был создан на основе Украинского республиканского банка Государственного банка СССР вместе с принятием 20 марта 1991 года Верховной Радой Закона Украины «О банках и банковской деятельности». В начале 90-х годов страна столкнулась с высокой инфляцией (10 200 % в год) и неприспособленностью денежной системы к рыночным условиям. На протяжении 1994—1996 годов подготовлена и проведена денежная реформа, которая изменила в лучшую сторону всю систему денежного обращения республики. Была восстановлена историческая денежная единица — украинская гривна, а гиперинфляция и спад в производстве были преодолены.

## Основные даты из истории Национального банка Украины
| 20 марта 1991 года   | Закон Украины «О банках и банковской деятельности» Решение о создании Национального банка Украины на базе Украинской республиканской конторы Госбанка СССР (Постановление ВРУ № 873-ХІІ)                                                                                                |
| 7 октября 1991 года  | Утверждён Устав Национального банка Украины (Постановление Президиума ВРУ № 1605-ХІІ) |
| 3 сентября 1992 года | Украина получила членство в МВФ и Всемирном банке |
| 5 января 1993 года   | Начало работы системы электронных платежей |
| 28 июня 1996 года    | Конституцией Украины определён статус гривны как денежной единицы Украины. Создан Совет НБУ. На него возложена разработка «Основных принципов денежно-кредитной политики» и контроль за их реализацией                                                                                  |
| 2 сентября 1996 года | Денежная реформа: в оборот введена национальная валюта — гривна |
| 20 мая 1999 года     | Закон Украины «О Национальном банке Украины» |
| 18 июня 2015 года    | Изменение Закона Украины «О Национальном банке Украины». Национальный банк стал институционно, функционально и финансово независимым. Главная задача — достижение ценовой и финансовой стабильности. Утверждена Комплексная программа развития финансового сектора Украины до 2020 года |

### Председатели НБУ
| №     | Период                            | председатель                 |
| ----- | --------------------------------- | ---------------------------- |
| 1     | 6 июня 1991 — 24 марта 1992       | Матвиенко Владимир Павлович  |
| 2     | 24 марта 1992 — 18 декабря 1992   | Гетьман Вадим Петрович       |
|       | 18 декабря 1992 — 26 января 1993  | —                            |
| 3     | 26 января 1993 — 11 января 2000   | Ющенко Виктор Андреевич      |
|       | 11 января 2000 — 21 января 2000   | —                            |
| 4     | 21 января 2000 — 17 декабря 2002  | Стельмах Владимир Семенович  |
| 5     | 17 декабря 2002 — 16 декабря 2004 | Тигипко Сергей Леонидович    |
| 6     | 16 декабря 2004 — 23 декабря 2010 | Стельмах Владимир Семенович  |
| 7     | 23 декабря 2010 — 11 января 2013  | Арбузов Сергей Геннадиевич   |
| 8     | 11 января 2013 — 24 февраля 2014  | Соркин Игорь Вячеславович    |
| 9     | 24 февраля 2014 — 20 июня 2014    | Кубив Степан Иванович        |
| 10    | 20 июня 2014 — 15 марта 2018      | Гонтарева Валерия Алексеевна |
| и. о. | 10 мая 2017 — 14 марта 2018       | Смолий Яков Васильевич       |
| 11    | 15 марта 2018 — 3 июля 2020       | Смолий Яков Васильевич       |
| и. о. | 3 июля 2020 — 16 июля 2020        | Рожкова Екатерина Викторовна |
| 12    | 16 июля 2020 — 6 октября 2022     | Шевченко Кирилл Евгеньевич   |
| 13    | 7 октября 2022 — н. в.            | Пышный Андрей Григорьевич    |

## Правовой статус НБУ

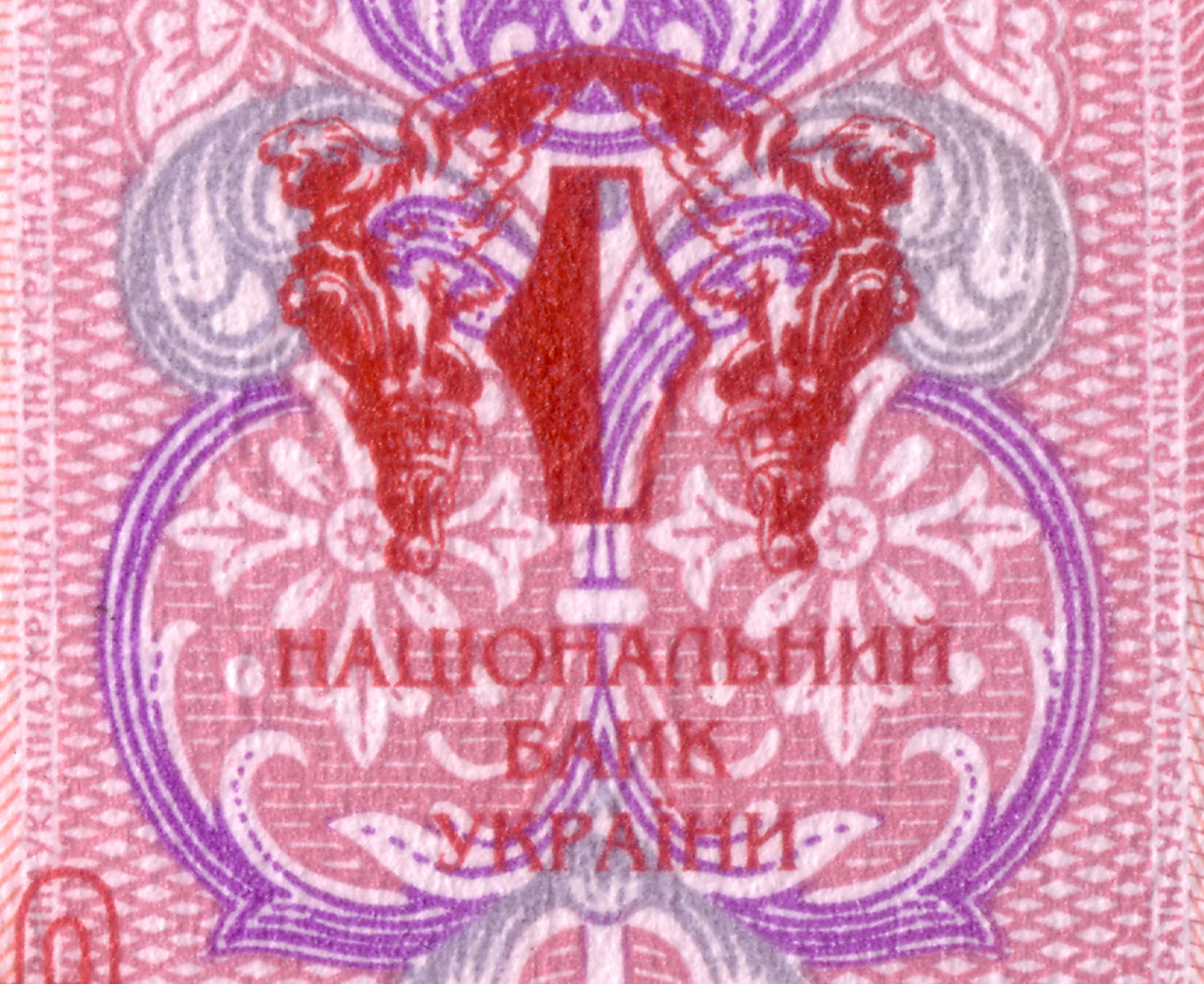
Эмблема НБУ на 10 гривнах 2006 года

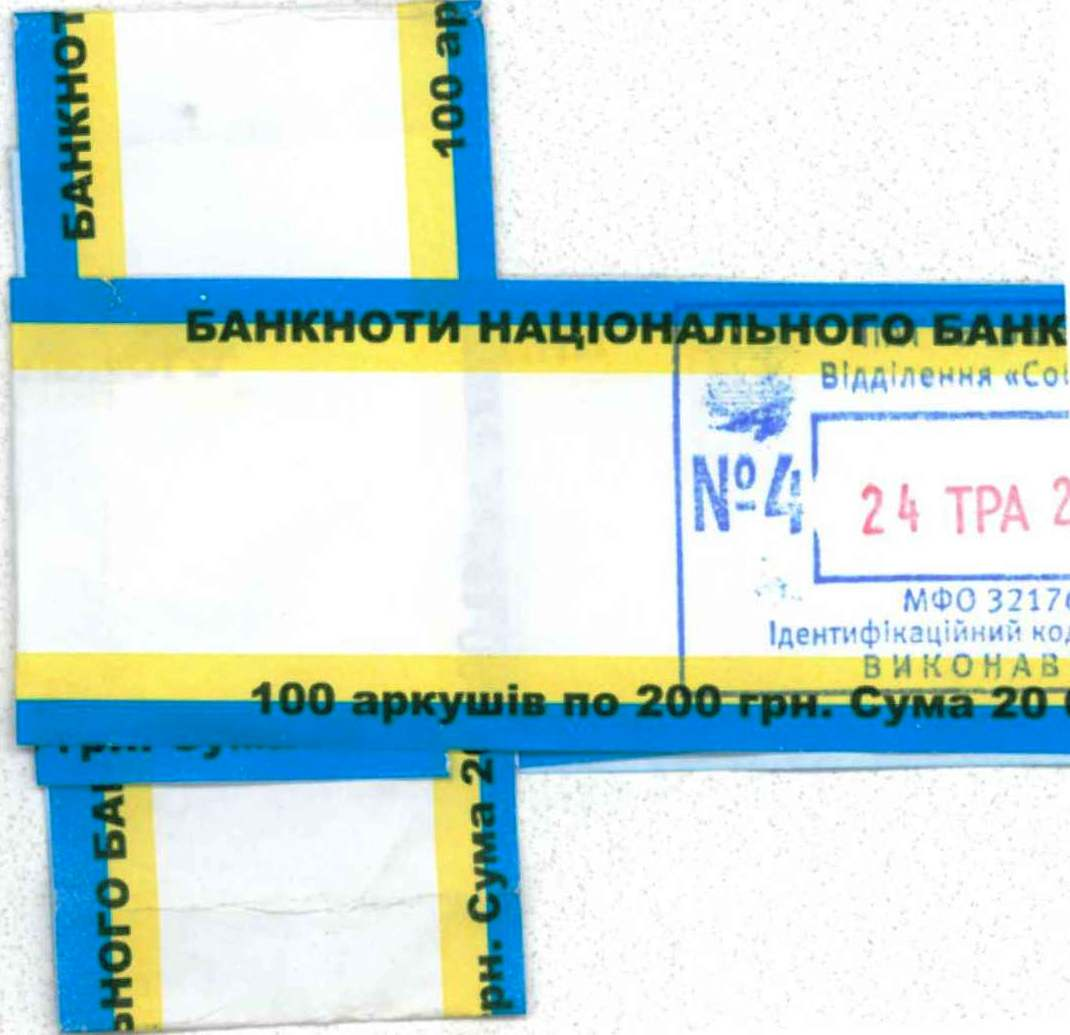
Бандероль НБУ, 2012 год

Деятельность НБУ регулируется Конституцией Украины (ст. 85 (п. 18, 19); 99; 100; 106 (п. 12)); Законом Украины «О Национальном банке Украины»; Законом Украины «О банках и банковской деятельности» и другими законами в этой области.

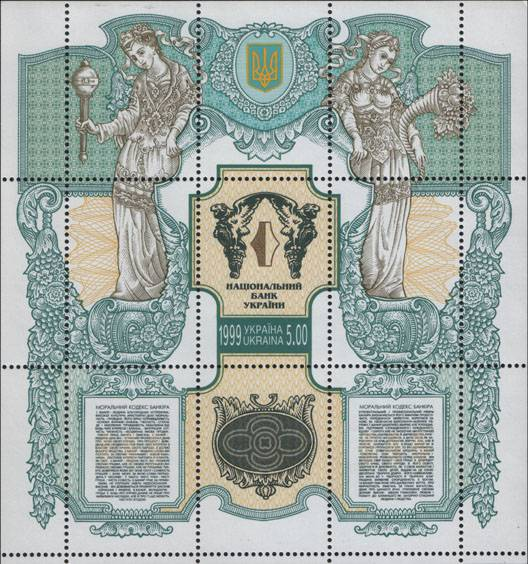
Почтовый блок, посвящённый НБУ

НБУ в соответствии с Законом Украины «О Национальном банке Украины» является центральным банком Украины, особым центральным органом государственного управления, монопольно осуществляет эмиссию национальной валюты и организовывает её обращение, является кредитором последней инстанции для банков и организовывает систему рефинансирования, устанавливает систему, порядок и формы платежей, в том числе между банками, устанавливает для банков правила проведения банковских операций, осуществляет банковское регулирование и надзор, осуществляет валютное регулирование, определяет порядок осуществления операций в иностранной валюте, организовывает и осуществляет валютный контроль за банками и другими финансовыми учреждениями, которые получили лицензию Нацбанка на осуществление валютных операций. НБУ устанавливает официальный курс гривны к иностранным валютам и обнародует его. Нацбанк устанавливает номиналы, системы защиты, платёжные признаки, дизайн денежных знаков, сохраняет их резервные фонды. Также в его функции входит сохранение банковских и драгоценных металлов, камней и других ценностей. Банк размещает золотовалютные резервы, выполняет операции с ними. НБУ устанавливает порядок определения учётной ставки и других процентных ставок по своим операциям; осуществляет лицензирование банковской деятельности и операций в предусмотренных законом случаях, устанавливает банкам нормативы обязательного резервирования средств.
НБУ является экономически самостоятельным органом, осуществляет расходы за счёт собственных доходов в пределах утверждённой сметы, а в определённых законом случаях — также за счёт Государственного бюджета Украины.
Национальный банк обладает статусом юридического лица, имеет обособленное имущество, являющееся объектом права государственной собственности и находится в его полном хозяйственном ведении.
НБУ не отвечает по обязательствам государства и других банков, а те, в свою очередь, не отвечают по обязательствам регулятора, кроме случаев, когда стороны добровольно принимают на себя такие обязательства.
Нацбанк может открывать свои учреждения, филиалы и представительства в Украине, а также представительства за её пределами.
Национальный банк, его учреждения, филиалы и представительства имеют печать с изображением Государственного герба Украины и своим наименованием.
7 февраля 2014 года Нацбанк официально перешёл к гибкому курсу гривны, в противовес проводившейся до этого политике искусственного поддерживания курса на определённом уровне. Так, 7 февраля курс гривны к доллару был повышен сразу на 71,5 копейки, или на 8,95 %. Пересмотр официального курса проведен впервые за полтора года.
В июне 2015 года независимость и институциональная способность данного органа была усилена.
НБУ имеет собственный пенсионный фонд, к началу 2019 года сумма его активов составляла 1,3 млрд гривен (49.9 % от общего объёма активов негосударственных пенсионных фондов в стране).

## Миссия, видение и ценности НБУ
14 сентября 2015 года состоялась официальная презентация видения, миссии и ценностей НБУ, которые призваны стать основой стратегического развития не только центрального банка, но и всего финансового сектора.
- Миссия — обеспечение ценовой и финансовой стабильности с целью содействия устойчивому экономическому развитию Украины. Это повторяет законодательно определённые цели деятельности НБУ.
- Видение — современный, открытый и независимый центральный банк, которому доверяет общество и интегрированный в европейское сообщество центробанков.
- Ценности определены как «пять „П“»:
  1. Патриотизм (работа в интересах государства и общества);
  2. Профессионализм (ориентация на результат);
  3. Прозрачность (последовательность и логичность в решениях, открытость и ответственность);
  4. Порядочность (честность и принципиальность, уважение к разнообразию идей и позиций, стандарты деловой этики);
  5. Партнёрство (диалог и партнёрские отношения, общее видение и работа вместе над реализацией миссии Национального банка).

## Организационная структура НБУ
Согласно ст. 8 Закона Украины «О Национальном банке Украины» к органам управления НБУ принадлежат Совет Национального банка и Правление НБУ.
Председатель совета НБУ избирается членами Совета НБУ на срок три года (ст. 12). Совет состоит из 9 членов (с 2015 года), 7 из них назначает президент Украины, включая Главу НБУ, который утверждается Верховной Радой Украины по представлению президента Украины. Глава НБУ назначается на семилетний срок и входит в Совет Национального банка по должности (ст. 18). В состав Совета Национального банка входят члены Совета Национального банка, назначенные Верховной Радой Украины и президентом Украины. Верховная Рада Украины назначает четырёх членов Совета Национального банка путём принятия соответствующего постановления. Президент Украины назначает четырёх членов Совета Национального банка путем издания соответствующего указа. (ст. 10).
Статья 9 Закона Украины «О НБУ» определяет основные полномочия Совета НБУ, а в ст. 11 приведён порядок его работы.
Статья 16 того же Закона регламентирует порядок формирования Правления НБУ. Возглавляет Правление Глава НБУ. Количественный и персональный состав утверждается Советом НБУ по представлению Главы НБУ. Заместители Главы НБУ входят в состав Правления по должности. Правление НБУ согласно с Основными положениями денежно-кредитной политики через соответствующие монетарные инструменты и иные инструменты банковского регулирования обеспечивает реализацию денежно-кредитной политики, организовывает выполнение иных функций, проводит управление деятельностью НБУ (ст. 14).
С 2014 года Национальный банк начал работу над выводом неключевых функций из структуры центробанка и их реорганизации. Телеканал БТБ, Университет банковского дела Национального банка в Киеве и ДВНЗ «Украинская академия банковского дела Национального банка Украины» в Сумах, лечебно-оздоровительные комплексы выведены из структуры Национального банка и переданы другим уполномоченным государственным органам. Реорганизован и концептуально изменён Научно-практический журнал «Вестник Национального банка Украины». С сентября 2015 журнал — исключительно электронное исследовательское издание с высоким уровнем аналитики.

## Здание Национального банка Украины
Здание Национального банка Украины расположено в исторической местности Липки в Печерском районе города Киева, по адресу: ул. Институтская, 9.
Контора Государственного коммерческого банка России в Киеве была основана более полутора столетий тому назад — в 1839 году. Со временем для неё был куплен большой двухэтажный дом в стиле ампир на Институтской улице, принадлежавший киевскому дворянству. Позднее здесь разместилась Киевская контора Государственного банка России, которая была создана в 1860 году на базе ликвидированных Заёмного и Коммерческого банков.
В 1902 году рядом со старым зданием банка начато строительство нового (по проекту архитекторов А. В. Кобелева и А. М. Вербицкого). В 1905 году операции банка были начаты в новом здании. В 1934 году были надстроены два этажа (третий и четвёртый).

## Золотовалютные резервы

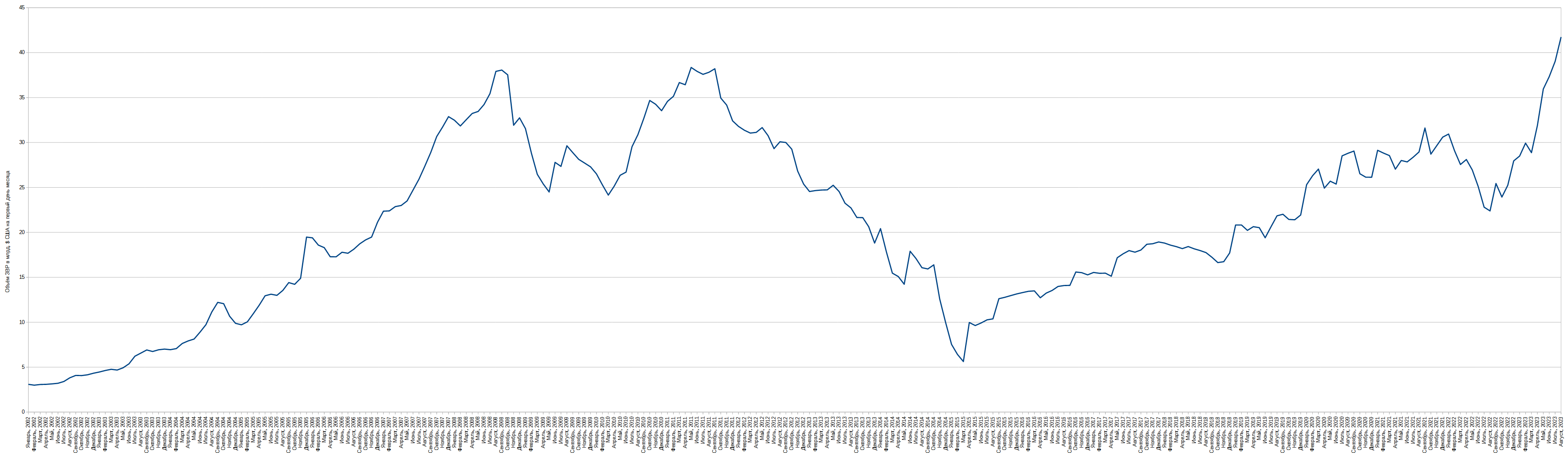
Объём золотовалютных резервов Украины в млрд долларов США на первый день месяца по данным Национального банка Украины на день публикации за период с 1 января 2002 по 1 августа 2023.

Золотовалютные резервы Украины — внешние высоколиквидные активы, находящиеся под контролем государства, — Нацбанка и правительства Украины. Золотовалютные резервы (официальные резервные активы) рассчитываются в долларах США. Международные валютные резервы НБУ представлены в виде монетарного золота, иностранной валюты и государственных ценных бумаг, деноминированных в этих валютах; туда могут также включаться остатки на счетах в международных организациях. Резервы могут использоваться для осуществления международных расчётов и платежей, покрытия дефицита платежного баланса, стабилизации курса национальной валюты на международных рынках и т. п.
Следует различать золотовалютные резервы (международные валютные резервы) и золотой запас (золотые резервы) страны. Золотые резервы (золотой запас) — это лишь часть официальных золотовалютных резервов государства, представленная в виде монетарного золота. Золотовалютные резервы Национального банка Украины на 31 декабря 2018 года составляли 20,82 млрд долларов США. Львиную же долю международных резервов Украины составляют активы в конвертируемых валютах (ценные бумаги, депозиты и, отчасти, валюта), так на 31 июля / 1 августа 2023 года доля золота и золотых депозитов достигла величины 1695,10 млн долларов США, что при общем размере официальных резервных активов количеством 41 737,55 млн долларов США составляет всего лишь 4 %. При этом количество самого металлического золота Национальный банк Украины и Министерство финансов Украины не приводят.

Золотовалютные резервы Украины по годам (список составлен по данным Всемирного банка на 31 декабря отчётного года (а также на другие даты публикаций в силу серьёзных изменений показателя); в млрд долларов США):
- 31.12.1992 года — 0,468
- 31.12.1993 года — 0,166
- 31.12.1994 года — 0,664
- 31.12.1995 года — 1,068
- 31.12.1996 года — 1,971
- 31.12.1997 года — 2,358
- 31.12.1998 года — 0,792
- 31.12.1999 года — 1,093
- 31.12.2000 года — 1,477
- 31.12.2001 года — 3,088
- 31.12.2002 года — 4,462
- 31.12.2003 года — 6,937[15]
- 31.12.2004 года — 9,718
- 31.12.2005 года — 19,388
- 31.12.2006 года — 22,359
- 31.12.2007 года — 32,483
- 31.12.2008 года — 31,543
- 31.12.2009 года — 26,505[16]
- 31.12.2010 года — 34,571
- 31.12.2011 года — 31,788
- 31.12.2012 года — 24,552
- 01.07.2013 года — 23,14[17]
- 01.09.2013 года — 21,652[18]
- 01.12.2013 года — 18,791[19]
- 01.01.2014 года — 20,416[20]
- 01.02.2014 года — 17,8
- 26.02.2014 года — 15[21]
- 07.05.2014 года — 14,2[22]
- 01.12.2014 года — 9,966[23]
- 01.01.2015 года — 7,533[24]
- 01.03.2015 года — 5,625[25]
- 01.04.2015 года — 9,970[26]
- 01.09.2015 года — 12,616[26]
- 01.01.2016 года — 13,300[27]
- 31.01.2016 года — 13,442
- 29.02.2016 года — 13,490
- 01.03.2016 года — 13,538[28]
- 31.03.2016 года — 12,722
- 30.04.2016 года — 13,241
- 31.05.2016 года — 13,537
- 30.06.2016 года — 13,982
- 31.07.2016 года — 14,082
- 31.08.2016 года — 14,104
- 30.09.2016 года — 15,589
- 31.10.2016 года — 15,515
- 31.12.2016 года — 15,539[29]
- 01.09.2017 года — 18,034
- 01.01.2019 года — 20,820[30]
- 01.07.2019 года — 20,640[31]

Из 20,6 млрд долларов золотовалютных резервов Украины собственно валюты всего 6—7 млрд, остальное — в форме специальных прав заимствования (SDR), специального расчётного инструмента Международного валютного фонда.
1 января 2021 года учётная ставка НБУ составила 6,00 %.